# Verneuil-le-Château
Verneuil-le-Château ist eine französische Gemeinde mit 125 Einwohnern (Stand: 1. Januar 2022) im Département Indre-et-Loire in der Region Centre-Val de Loire; sie gehört zum Arrondissement Chinon und zum Kanton Sainte-Maure-de-Touraine. Die Einwohner werden Verneuiliens genannt.

## Geographie
Die Gemeinde Verneuil-le-Château liegt am Flüsschen Bourouse im Regionalen Naturpark Loire-Anjou-Touraine, etwa 20 Kilometer südöstlich von Chinon.

### Nachbargemeinden
Umgeben ist Verneuil-le-Château von Chezelles im Nordwesten und Norden, Rilly-sur-Vienne im Osten, Luzé im Süden, Courcoué im Südwesten und Westen.

## Bevölkerungsentwicklung
| Jahr                       | 1962 | 1968 | 1975 | 1982 | 1990 | 1999 | 2006 | 2013 | 2021 |
| Einwohner                  | 212  | 172  | 145  | 125  | 131  | 110  | 116  | 138  | 126  |
| Quellen: Cassini und INSEE |      |      |      |      |      |      |      |      |      |

## Sehenswürdigkeiten
- Kirche Saint-Hilaire, Monument historique
- Schloss La Tour de Ragnier
- Wasserturm

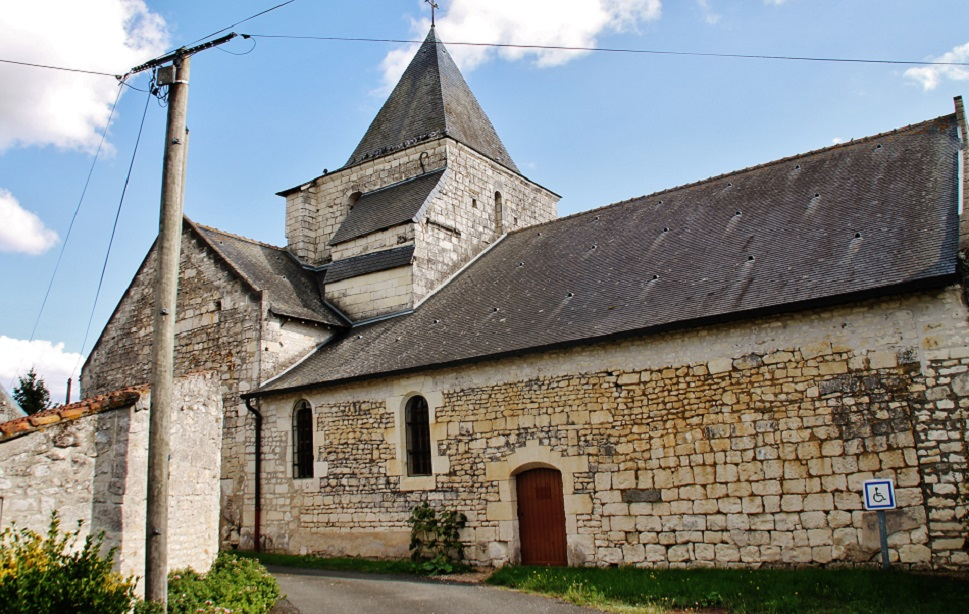
Kirche Saint-Hilaire
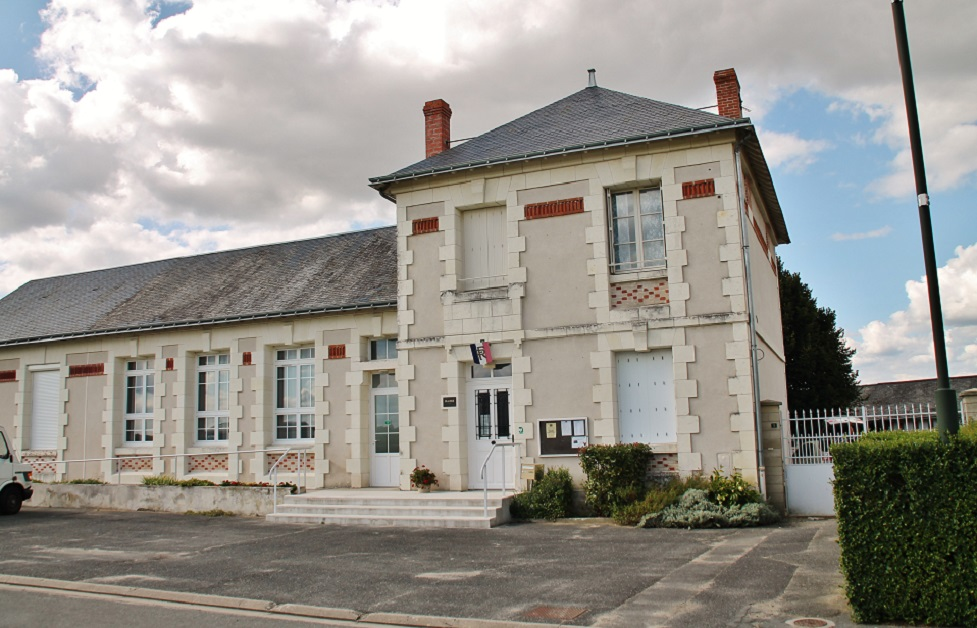
Rathaus (Mairie) von Verneuil-le-Château
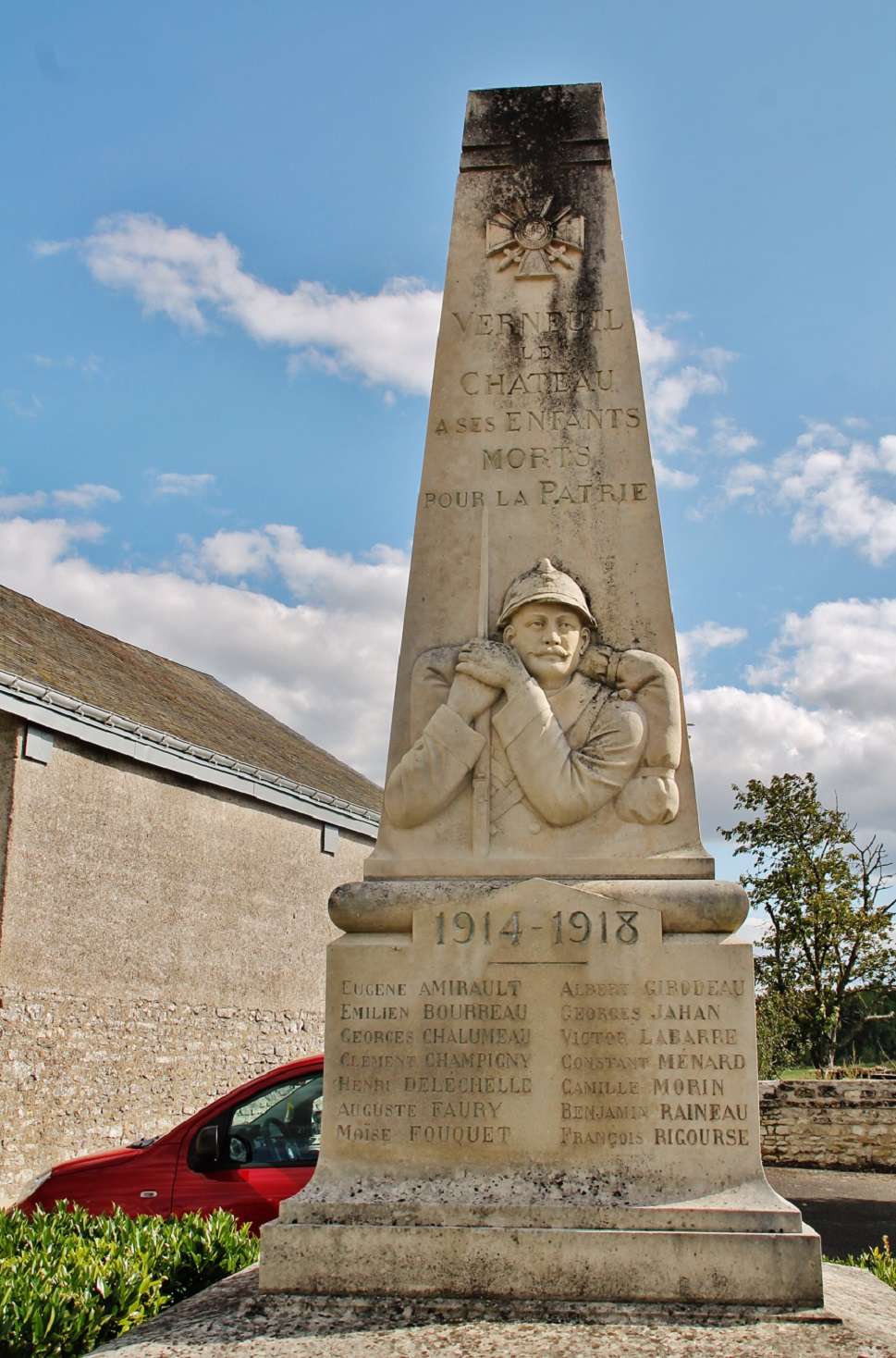
Gefallenendenkmal